# 1403 az irodalomban
Az 1403. év az irodalomban.

## Születések
- 1403 – Baszileosz Besszárión (latinul: Basilius Bessarion) bizánci teológus, író, fordító, humanista, bíboros, tiszteletbeli konstantinápolyi pátriárka († 1472)

## Halálozások
- 1403 – Vasco de Lobeira (néha: Vasco Lobeira) portugál költő (* 14. század)